# Zhuzhou
Zhuzhou, tidigare romaniserat Chuchow, är en stad på prefekturnivå i Hunan-provinsen i södra Kina. Den ligger omkring 140 kilometer sydost om provinshuvudstaden Changsha.

## Administrativ indelning
Zhouzhou indelas i fyra stadsdistrikt, en stad på häradsnivå och fyra härad:
- Stadsdistriktet Tianyuan - 天元区 Tiānyuán Qū ;
- Stadsdistriktet [Hetang - 荷塘区 Hétáng Qū ;
- Stadsdistriktet Lusong - 芦淞区 Lúsōng Qū ;
- Stadsdistriktet Shifeng - 石峰区 Shífēng Qū ;
- Staden Liling - 醴陵市 Lǐlíng Shì ;
- Häradet Zhuzhou - 株洲县 Zhūzhōu Xiàn ;
- Häradet You - 攸县 Yōu Xiàn ;
- Häradet Chaling - 茶陵县 Chálíng Xiàn ;
- Häradet  Yanling - 炎陵县 Yánlíng Xiàn.

## Vänorter
- Navoi, Uzbekistan (1996)
- Fredrikstads kommun, Norge (1999)
- Nha Trang, Vietnam (2001)
- Pietermaritzburg, Sydafrika (2002)
- Pocheon, Sydkorea (2009)

## Klimat
Genomsnittlig årsnederbörd är 1 971 millimeter. Den regnigaste månaden är maj, med i genomsnitt 295 mm nederbörd, och den torraste är oktober, med 26 mm nederbörd.